# Alfinete (futebolista)
Carlos Alberto Dario de Oliveira, mais conhecido como Alfinete (Jales, 1 de fevereiro de 1961), é um treinador e ex-futebolista brasileiro que atuava como lateral-direito.

## Títulos

### Como jogador
Corinthians
- Campeonato Paulista: 1982, 1983
- Taça Cidade de Porto Alegre:1983
- Copa Da Feira De Hidalgo: 1981

Joinville
- Campeonato Catarinense: 1985

Grêmio
- Campeonato Gaúcho: 1987, 1988, 1989 e 1990
- Copa do Brasil: 1989
- Supercopa do Brasil: 1990

Atlético Mineiro
- Campeonato Mineiro: 1991
- Copa CONMEBOL: 1992

Vila Nova-GO
- Campeonato Goiano: 1993

## Premiações

### Como jogador
Joinville
- Bola de Prata: 1986[3]

Grêmio
- Bola de Prata: 1988[4]